# Солиситор
Солиситор (енгл. Solicitor) је адвокат у Великој Вританији који нема право заступања пред вишим судовима. То право уживају баристери, а солиситори обављају све друге правне послове.
Они раде као правни савјетници у разним организацијама и имају право заступања само пред судовима ниже инстанце (нпр. магистратским судовима). Постојеће двије категорије адвоката — солиситори и баристери — јединствене су у свијету. То је због тога што је енглески судски систем конзервативан, због сложености вођења судских поступака у англосаксонском праву (примјењивање многих судских прецедената као извора права), а такође и чињеница да баристери не желе напустити привилеговани положај који им доноси материјалну корист.